# Байстрокки, Антониетта
Антониетта Байстрокки (итал. Antonietta Baistrocchi, 4 июля 1955, Рим — 8 июня 1994, Рим) — итальянская баскетболистка, центровая. Участница летних Олимпийских игр 1980 года.

## Биография
Антониетта Байстрокки родилась 4 июля 1955 года в Риме.
Играла в баскетбол на позиции центровой за «Аккорси» из Турина. В 1980 году перешла в «Витербо», дебютировавший в высшей лиге, за сумму около 80 миллионов лир.
В 1975—1981 годах провела 99 матчей за женскую сборную Италии. Участвовала в отборочных турнирах летних Олимпийских игр 1976 и 1980 годов. В 1979 году заняла 5-е место на чемпионате мира в Сеуле.
В 1980 году вошла в состав женской сборной Италии по баскетболу на летних Олимпийских играх в Москве, занявшей 6-е место. Провела 5 матчей, набрала 16 очков (7 в матче со сборной СССР, 4 — с Югославией, 3 — с Венгрией, 2 — с Болгарией).
В 29-летнем возрасте завершила игровую карьеру из-за травм. Впоследствии занималась спортивной журналистикой.
Умерла 8 июня 1994 года в Риме от рака.